# Loreto (regiune)
Regiunea Loreto (în spaniolă Departamento de Loreto) este o regiune situată în partea de nord a statului Peru, fiind regiunea cu cea mai mare suprafață a statului. Regiunea se învecinează cu provinciile Sucumbíos, Orellana, Pastaza și Morona-Santiago din Ecuador, cu regiunile Putumayo și Amazonas din Columbia, cu statele Amazonas și Acre din Brazilia și cu regiunile Ucayali, Huánuco, San Martín și Amazonas. Capitala regiunii este orașul Iquitos. Codul UBIGEO al regiunii este 16.

## Diviziune teritorială

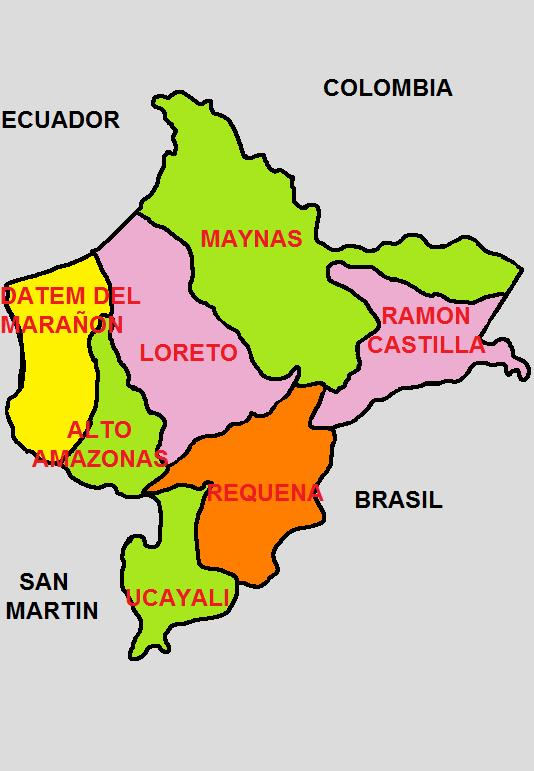
Provinciile din regiunea Amazonas

Regiunea este divizată în 8 provincii (provincias, singular: provincia), compuse din 51 districte (distritos, singular: distrito):
1. Maynas (Iquitos)
2. Alto Amazonas (Yurimaguas)
3. Datem del Marañón (San Lorenzo)
4. Loreto (Nauta)
5. Mariscal Ramón Castilla (Caballococha)
6. Putumayo (San Antonio del Estrecho)
7. Requena (Requena)
8. Ucayali (Contamana)